# Kungkilan (Pendopo)
Kungkilan is een bestuurslaag in het regentschap Empat Lawang van de provincie Zuid-Sumatra, Indonesië. Kungkilan telt 553 inwoners (volkstelling 2010).